# Silum

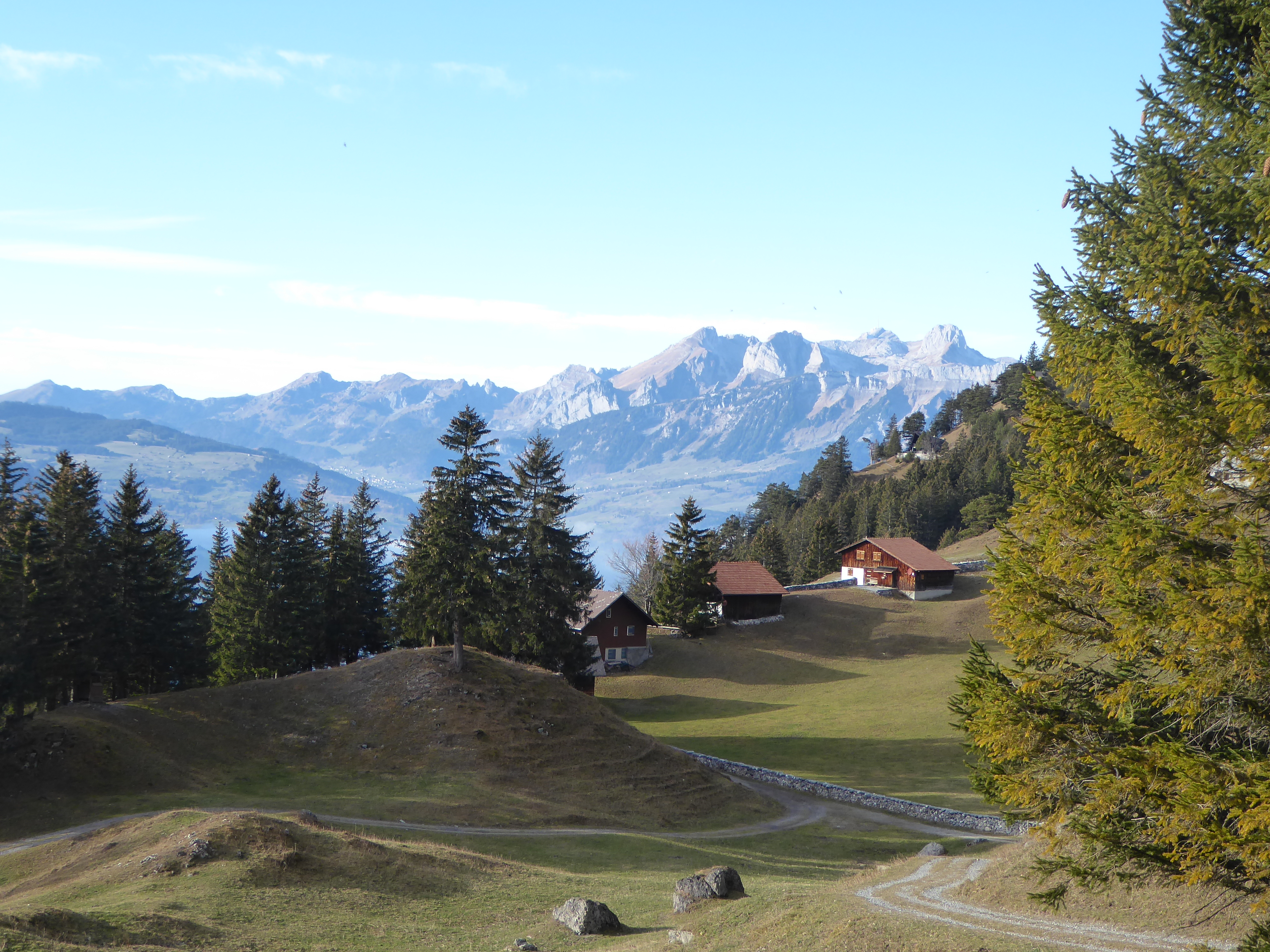
Silum, im Hintergrund Alpstein mit Säntis

Silum ist eine Alp in der Gemeinde Triesenberg des Fürstentums Liechtenstein. Sie hat eine Grösse von 40,7 Hektar – davon 24 Hektar produktive Weidefläche. 56 Weiderechte sind im Eigentum der gleichnamigen Alpgenossenschaft. Die Alp erstreckt sich von 1400 bis 1700 m ü. M. Sie entwickelte sich aus Streusiedlungen der Walser im Mittelalter zu einem Weiler. Der Name Silum (Salum) ist vermutlich rätoromanischer Herkunft und soll in diesem Zusammenhang als „Hofstatt, Grund, Boden“ zu deuten sein.

## Geschichte

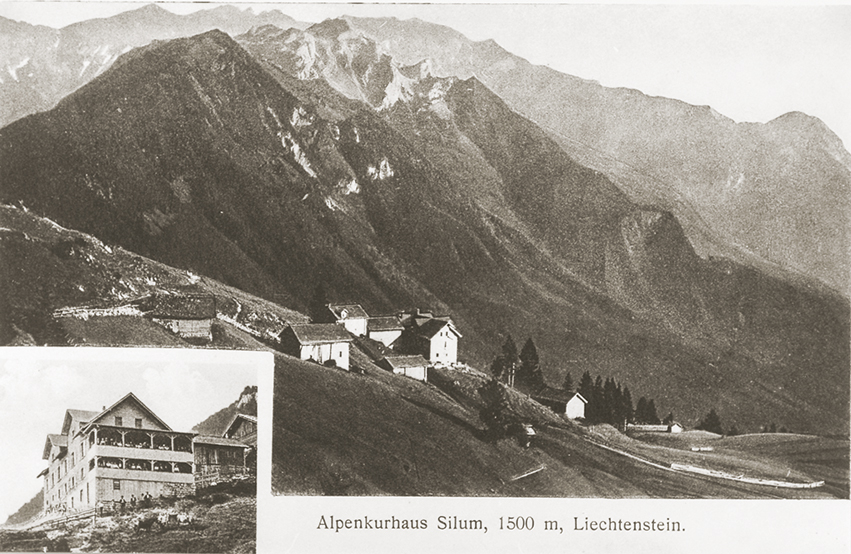
Historische Postkarte des Alpenkurhauses

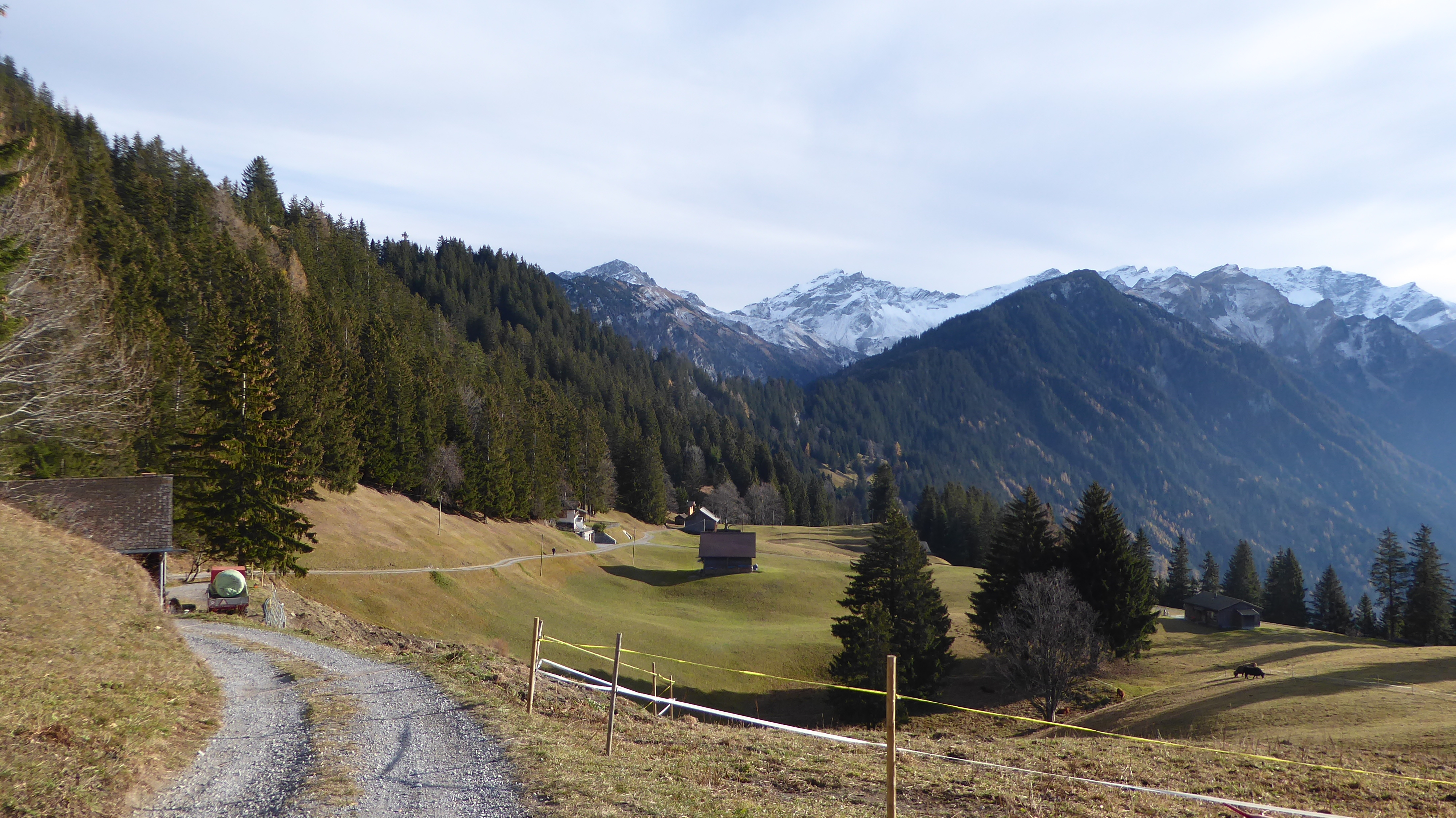
Vordersilum, am Horizont der Grauspitz

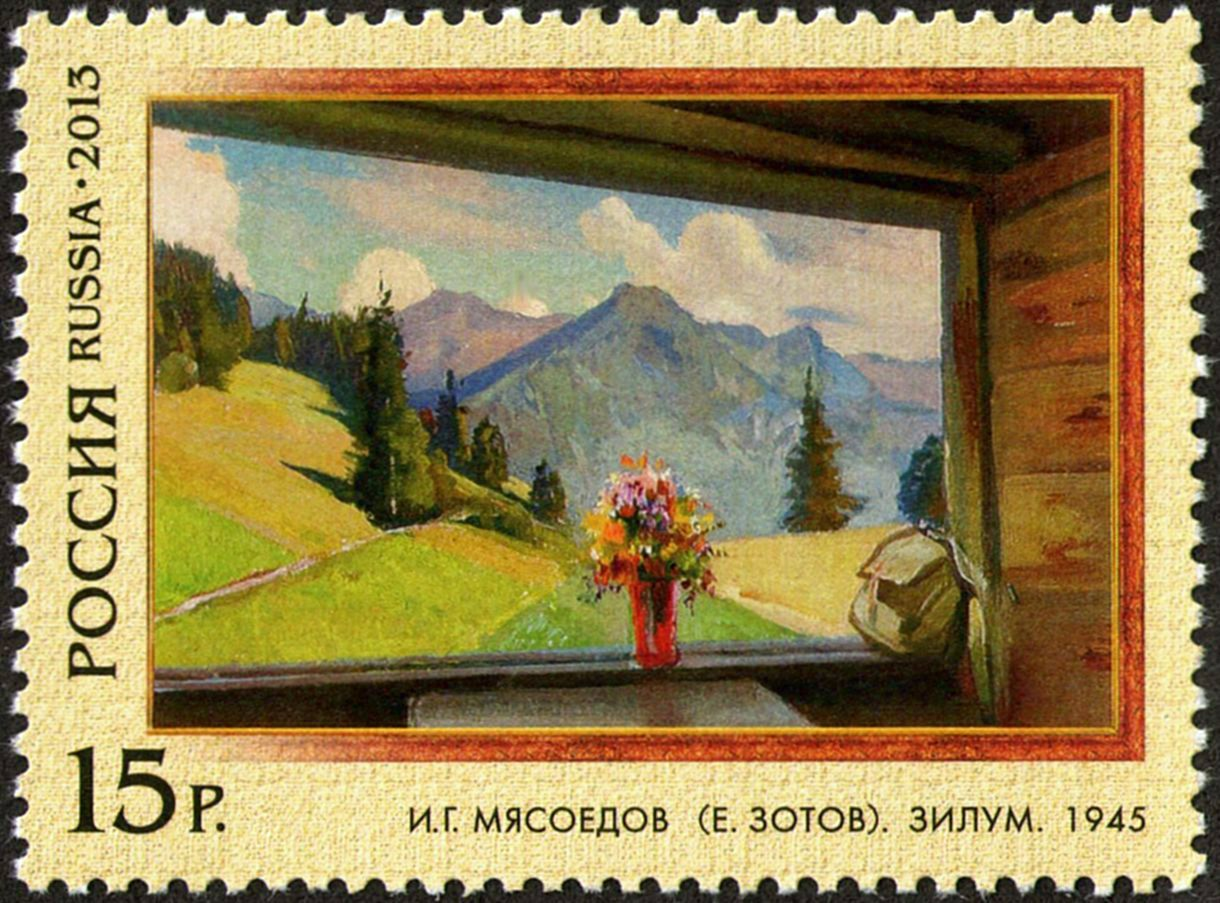
Gemälde „Silum“ des Malers Eugen Zotow, 1945.

Der Weiler Silum wurde am 15. Februar 1611, damals noch ein Maiensäss, von fünf Bürgern aus Triesenberg für 300 fl. (Gulden) von den Triesnern erworben. Die Siedlung hat sich in dieser Zeit nur wenig verändert, die Alphütten wurden umgebaut. Seither erfolgt die Bewirtschaftung Silums als Genossenschaftsalp.
Die 1874/75 errichtete Strasse Triesenberg–Masescha wurde in den Jahren 1880/81 bis Silum verlängert. 1910 wurde die Alp nach heftigen Niederschlägen durch 25 Erdrutsche verwüstet.
Bedeutendstes Bauwerk in Silum ist das Kurhaus, welches von 1914 bis 1919 durch den Triesner Franz Xaver Beck, Wirt des Gasthofs Schäfle, erbaut und 1920 eröffnet wurde. In den Dreissigerjahren wurde es an die Almbruderschaft verpachtet und später an Egon Beck (Samina-Wirt). Ab 1938 wurde das Kurhaus wieder von der Familie Beck beziehungsweise der Familie Eggenberger geführt.
Eugen Zotow lebte ab 1938 mit seiner Gattin in Liechtenstein, wohnte in den 1940er-Jahren im Sommer auch auf Silum und malte einige Bilder dieses Weilers. 1939 verlieh Fürst Franz Josef II. dem Deutschen Heinrich Georg Stahmer den Titel „Graf von Silum“.
1968 wurde saminatalseitig eine Lawinenschutzverbauung und der Anschluss an die Wasserversorgung von Triesenberg erstellt.

## Wandern
Silum liegt am Fürstensteig (Rundwanderweg Silum und Bargälla), auch der österreichische Zentralalpenweg von Hainburg an der Donau nach Feldkirch führt durch Silum.